# Sten Engwall von Scheele
Sten Engwall von Scheele, född 25 oktober 1923, död i september 2019 i Sigtuna, var en svensk uppfinnare.
Sten Engwall var son till civilingenjören Pehr Engwall (född 1891) och Eva von Scheele.
Han utvecklade tillsammans med ett nederländskt företag omkring 1960 "Avanti-metoden", vilken ersatte den äldre linstötmetoden. Avanti-metoden utnyttjade tryckluftsdriven apparatur och ledde till att värmebrunnar för bergvärme kunde borras snabbare och billigare.
Han grundade 1966 Sten Engwall AB (numera SEAB) för försäljning av bland annat Turtle Wax-produkter för bilvård. Företaget ingick under en period på 1980-talet i Ahlsell AB och är numera ägt av Svante Landström.
Han grundade 2001 utvecklingsbolaget Semako AB, som inriktar sig på produkter för att minska energikostnaderna och öka komforten i småhus. Företaget har bland annat tagit fram "Ecogrund", en med varmluft vädrad grund för småhus som ska hindra fukt och mögel. En annan byggnadsprodukt är Teeg-huset, som bygger på bland annat lätta väggar med byggelement med frigolit. Sten Engwall von Scheele drev företaget tillsammans med sonen Per-Åke Engwall (född 1953).